# 더 레코딩 아카데미

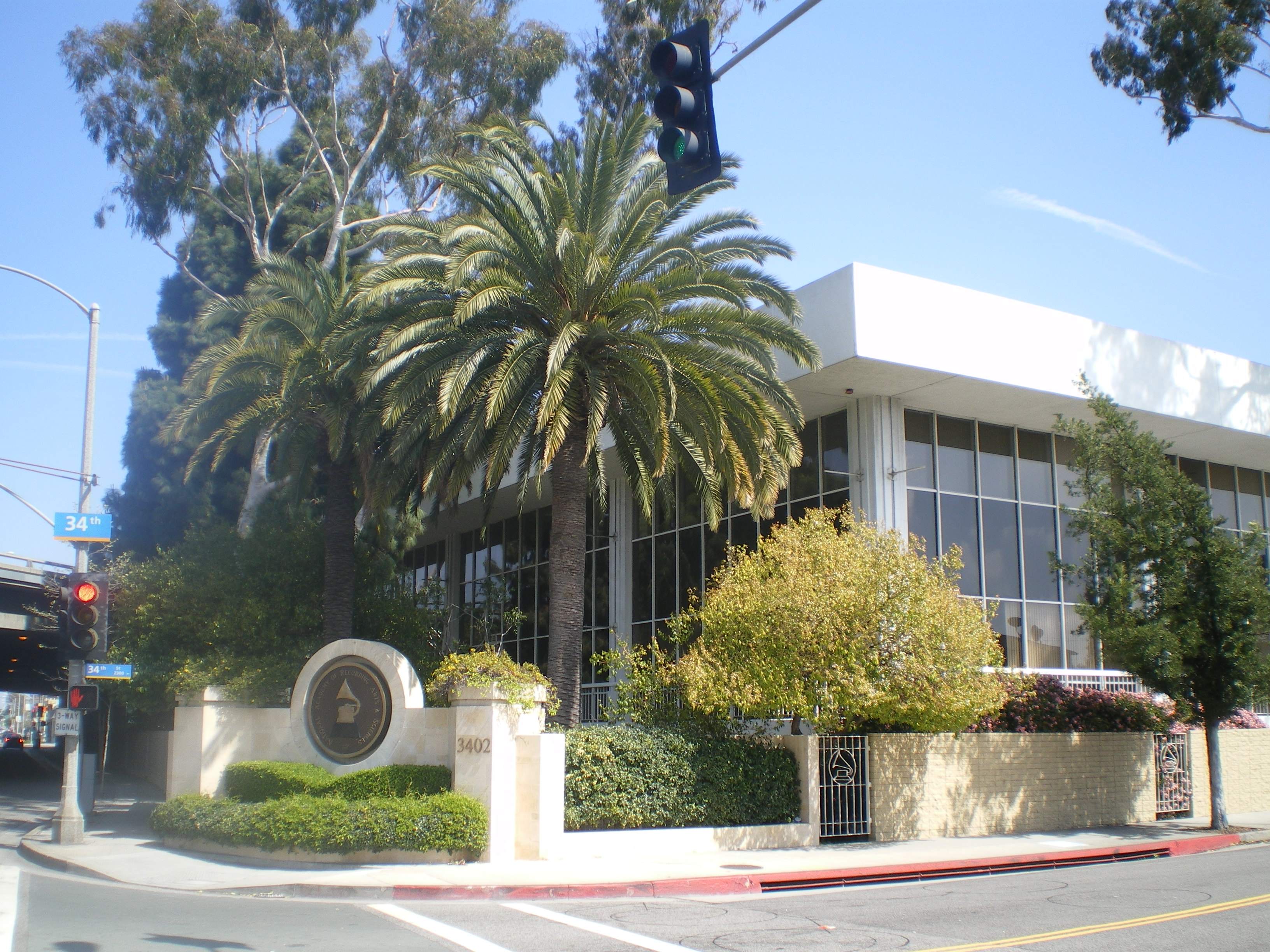

더 레코딩 아카데미(The Recording Academy, 이전 명칭: 나라스, NARAS, 전미 녹음 예술·기술 협회, National Academy of Recording Arts and Sciences)는 음악가, 제작자, 녹음 공학자, 그리고 기타 음악 전문가들의 미국 학회이다. 세계적으로 대중적인 노래와 음악의 음악 산업 달성도를 나타내는 그래미 어워드로 유명하다.

## 같이 보기
- 그래미 뮤지엄